# 古真立
古真立（こまだて）は、愛知県北設楽郡豊根村の大字である。

## 地理
豊根村の南部から南東部に位置し東栄町、静岡県浜松市天竜区との境界を持つ。小字が設置されているが丁目は設定されていない。

### 山岳
- 日本ケ塚山

### 河川
- 天竜川
  - 大入川
    - 小田川
    - 古真立川

### 湖沼
- 佐久間ダム
  - 佐久間湖
- 新豊根ダム
  - みどり湖

### 小字
| - 字浅草入（あさくさいり） - 字浅草山（あさくさやま） - 字浅草（あさくさ） - 字浅山（あさやま） - 字一ノ沢（いちのさわ） - 字一ノ代山（いちのしろやま） - 字一ノ代（いちのしろ） - 字井戸入（いどいり） - 字後向（うしろむかい） - 字後山（うしろやま） - 字ウトウ洞（うとうほら） - 字漆平（うるしたいら） - 字大立ノキ（おおたてのき） - 字大立（おおたて） - 字大ヌタワ（おおぬたわ） - 字大東（おおひがし） - 字大平向（おおひらむかい） - 字小野（おの） - 字カイクゾ（かいくぞ） - 字海道洞（かいどうぼら） - 字柿ノ嶋（かきのしま） - 字釜津（かまつ） | - 字上井戸（かみいど） - 字上ノ沢（かみのさわ） - 字上分地（かみぶんじ） - 字カラ沢（からさわ） - 字川向（かわむかい） - 字キビウ（きびう） - 字ギョウブ（ぎょうぶ） - 字キワダノ久保（きわだのくぼ） - 字クワ瀬（くわせ） - 字経塚（けいつか） - 字小代沢（こしろさわ） - 字小田上（こだかみ） - 字小田下（こだしも） - 字小田（こだ） - 字小屋ノ平（こやのたいら） - 字嶋ノ向（しまのむかい） - 字下貝津（しもがいつ） - 字下垣外（しもがいと） - 字下地（しもじ） - 字下路（しもじ） - 字白沢（しろさわ） - 字白ノ沢（しろのさわ） | - 字スサハラ（すさはら） - 字瀬沢入（せざわいり） - 字瀬沢（せざわ） - 字狭石（せまいし） - 字僧光寺（そうこうじ） - 字ソウ平（そうだいら） - 字ソウヅ（そうづ） - 字曽川西（そがわにし） - 字曽川東（そがわひがし） - 字ソンデ（そんで） - 字タカドヤ（たかどや） - 字滝原山（たきはらやま） - 字滝原（たきはら） - 字田鹿巻（たしかまき） - 字田鹿向（たしかむかい） - 字田鹿（たしか） - 字タロワキ（たろわき） - 字千尋（ちひろ） - 字月代（つきしろ） - 字天王森（てんおうもり） - 字ドウド（どうど） | - 字栃瀬巻（とちせまき） - 字栃瀬（とちせ） - 字ドノウツ（どのうつ） - 字富久佐（とみくさ） - 字友内（ともうち） - 字中分地（なかぶんじ） - 字根ノ上（ねのうえ） - 字軒通（のきどおり） - 字ノダ向（のだむかい） - 字登立（のぼりたち） - 字ハウノ上（はうのうえ） - 字八森（はちもり） - 字離山（はなれやま） - 字浜井場（はまいば） - 字日カゲゾロ（ひかげぞろ） - 字東（ひがし） - 字ヒソ久保（ひそくぼ） - 字雛鶴場（ひなつるば） - 字平瀬（ひらせ） - 字分地軒（ぶんじのき） - 字洞（ほら） | - 字前坂（まえさか） - 字松ケ平（まつがだいら） - 字松島下（まつしました） - 字松島（まつしま） - 字松葉（まつば） - 字間袋（まふくろ） - 字万場（まんば） - 字ミサゴ（みさご） - 字水道（みずみち） - 字南沢（みなみさわ） - 字宮ケ獄（みやけだけ） - 字宮ノ平（みやのたいら） - 字宮ノ脇（みやのわき） - 字茗荷平（みょうがだいら） - 字向平（むかいだいら） - 字向山通（むかいやまどおり） - 字向山（むかいやま） - 字向井（むかい） - 字社坂（やしろざか） - 字山中沢（やまなかさわ） - 字湯ノ嶋（ゆのしま） |

## 歴史
北設楽郡古真立村を前身とする。
1889年10月1日に三沢、上黒川、下黒川、古真立、坂宇場の各村が合併し豊根村となる。同日、古真立村廃止。

## 世帯数と人口
2015年（平成27年）10月1日現在の世帯数と人口は以下の通りである。
| 大字   | 世帯数 | 人口 |
| ------ | ------ | ---- |
| 古真立 | 16世帯 | 37人 |

### 人口の変遷
国勢調査による人口の推移
| 1995年（平成7年）  | 51人 | [ 5 ] |  |
| 2000年（平成12年） | 52人 | [ 6 ] |  |
| 2005年（平成17年） | 43人 | [ 7 ] |  |
| 2010年（平成22年） | 39人 | [ 8 ] |  |
| 2015年（平成27年） | 37人 | [ 2 ] |  |

## 施設

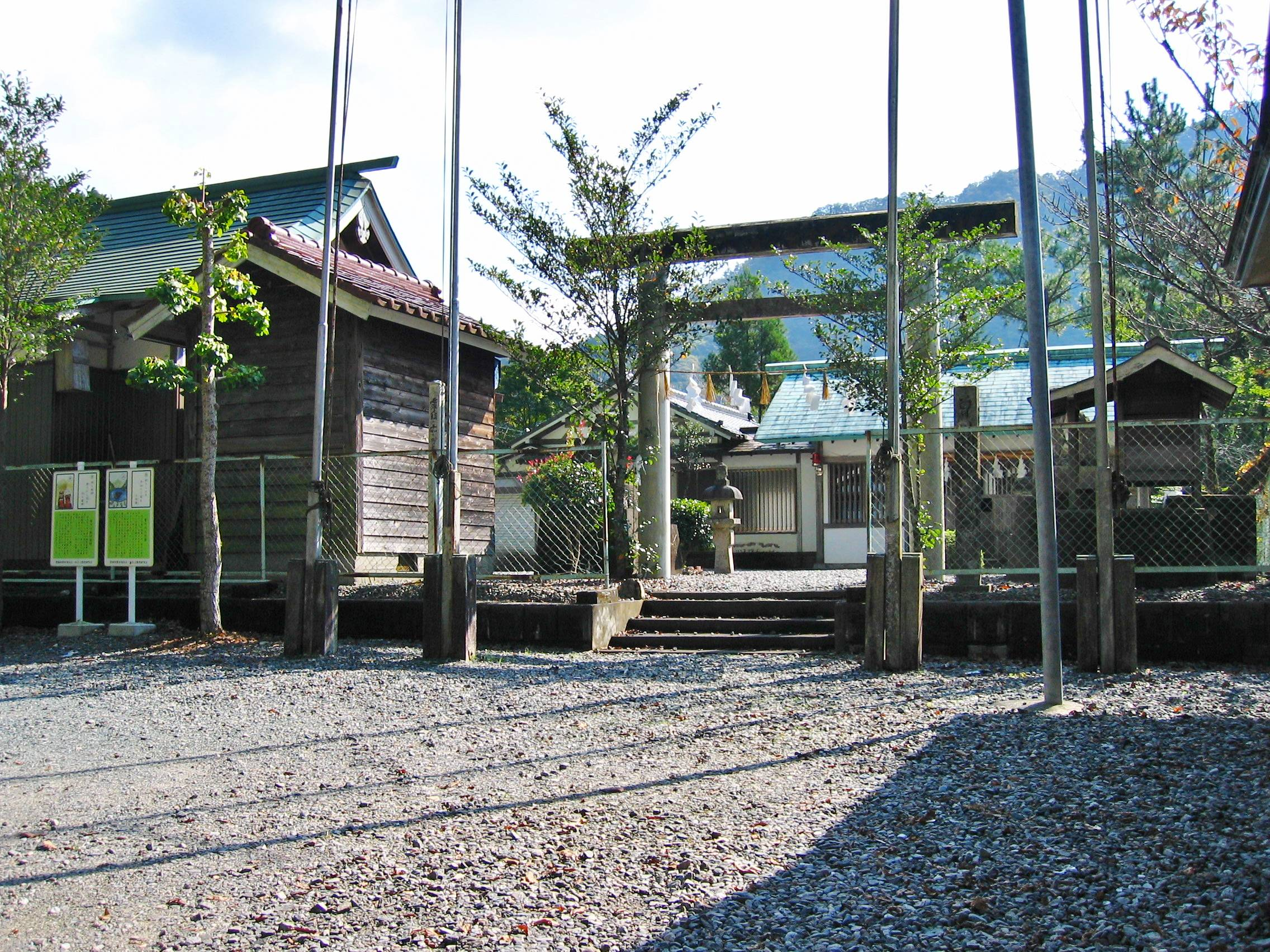
御池神社
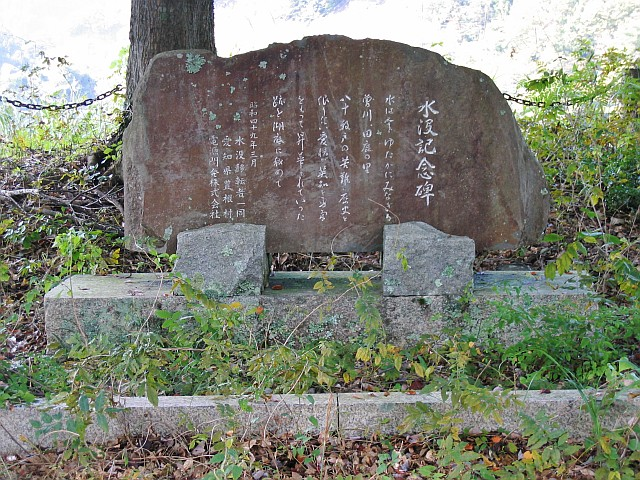
曽川・田鹿地区水没記念碑
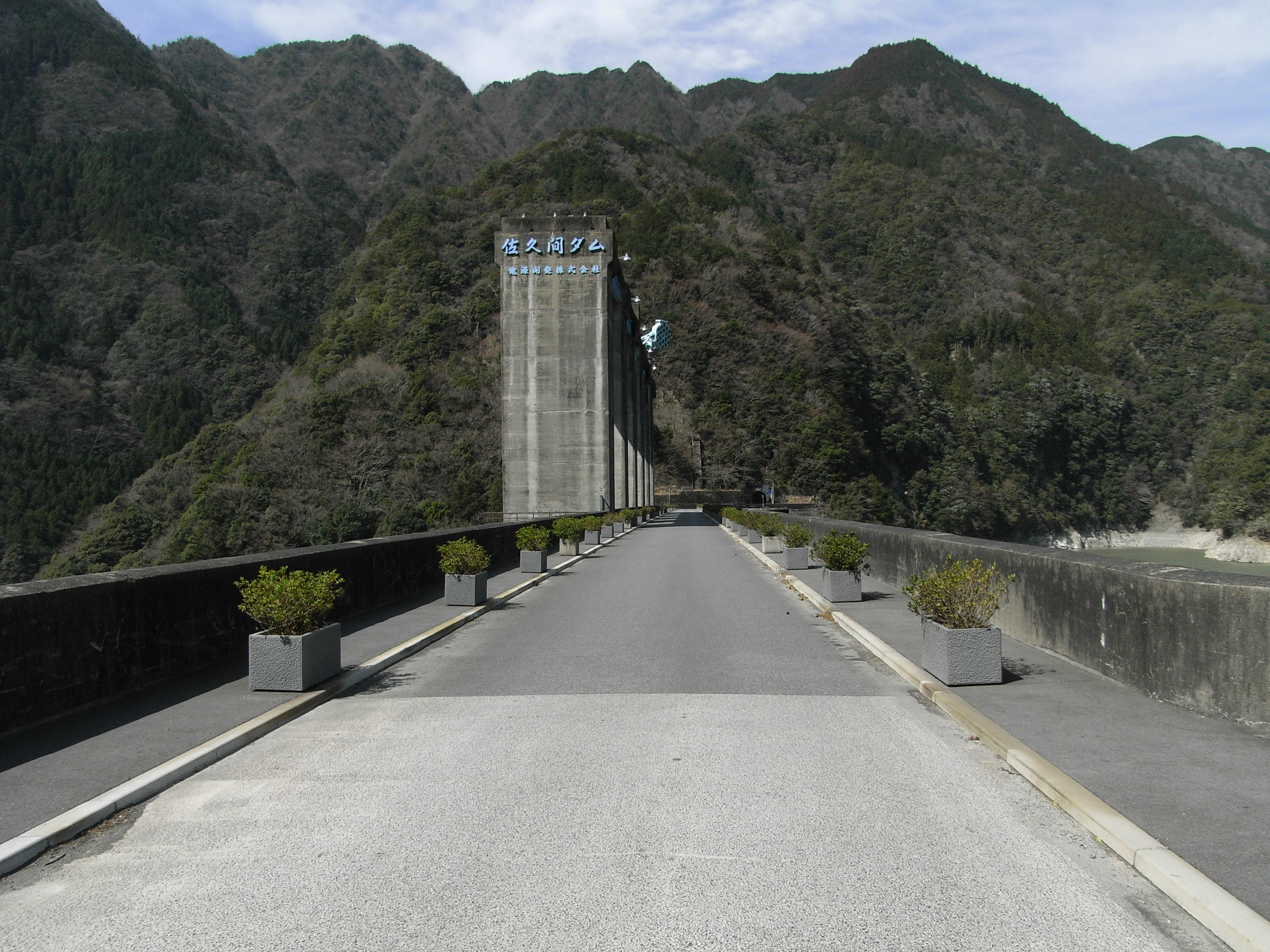
佐久間ダム 静岡県側より古真立を望む
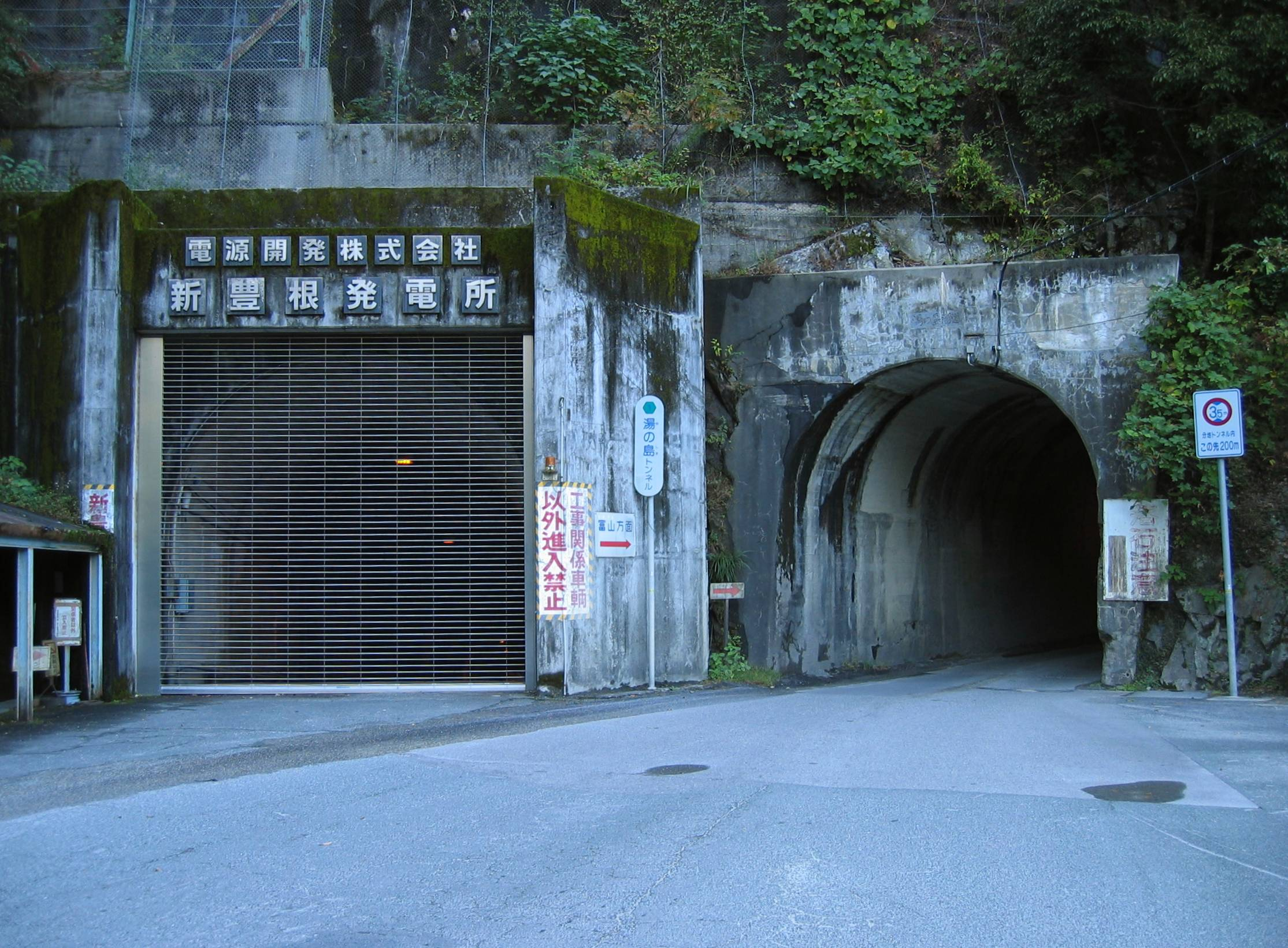
新豊根発電所

- 御池神社
- 曽川・田鹿地区水没記念碑
- 佐久間ダム
静岡県側より古真立を望む
- 新豊根発電所

## 交通
バス
- おでかけ北設 豊根設楽線

道路
- 長野県道・愛知県道・静岡県道1号飯田富山佐久間線
- 愛知県道428号古真立津具線
- 愛知県道429号・静岡県道293号古真立佐久間線

## その他

### 日本郵便
- 郵便番号 : 449-0402[3]（集配局：豊根郵便局[9]）。

## 参考資料
- 「角川日本地名大辞典」編纂委員会 編『角川日本地名大辞典 23 愛知県』角川書店、1989年3月8日。ISBN 4-04-001230-5。
- 有限会社平凡社地方資料センター 編『日本歴史地名体系第23巻 愛知県の地名』平凡社、1981年。ISBN 4-582-49023-9。